# Léopold d'Alpandeire
Léopold d'Alpandeire (en espagnol : Leopoldo de Alpandeire), né en 1864 à Alpandeire et mort en 1956 à Grenade, est un frère mineur capucin espagnol, reconnu pour la qualité et la durée de son apostolat à Grenade, durant près de quarante ans. Il a été béatifié en 2010 par le pape Benoît XVI.
Il est commémoré le 9 février selon le Martyrologe romain.

## Biographie

### Dans les collines
Francisco Tomas de San Juan Bautista Marquez Sanchez est né le 24 juin 1864 à Alpandeire, un petit village situé dans les collines de la Serraria de Ronda, en province de Malaga (Espagne). Il est l'aîné d'une famille de quatre enfants : trois garçons (dont l'un mourra lors de la guerre de Cuba) et une fille. Les parents, Diego Marquez Arreba et Jeronima Sanchez Jiménez, sont exploitants agricole : ils vivent modestement, sur leurs terres, de la culture des céréales et des amandiers, et de l'élevage d'un troupeau caprin.
Baptisé le 29 juin 1864 et confirmé le 11 septembre 1881, Francisco manifeste dès l'enfance un goût prononcé pour le sacré. Au terme de ses études primaires à l'école du village, il aidera ses parents sur l'exploitation jusqu'à l'âge de 35 ans, en comptant la parenthèse du service militaire, accompli entre 1887 et 1888.

### Dans les cloîtres

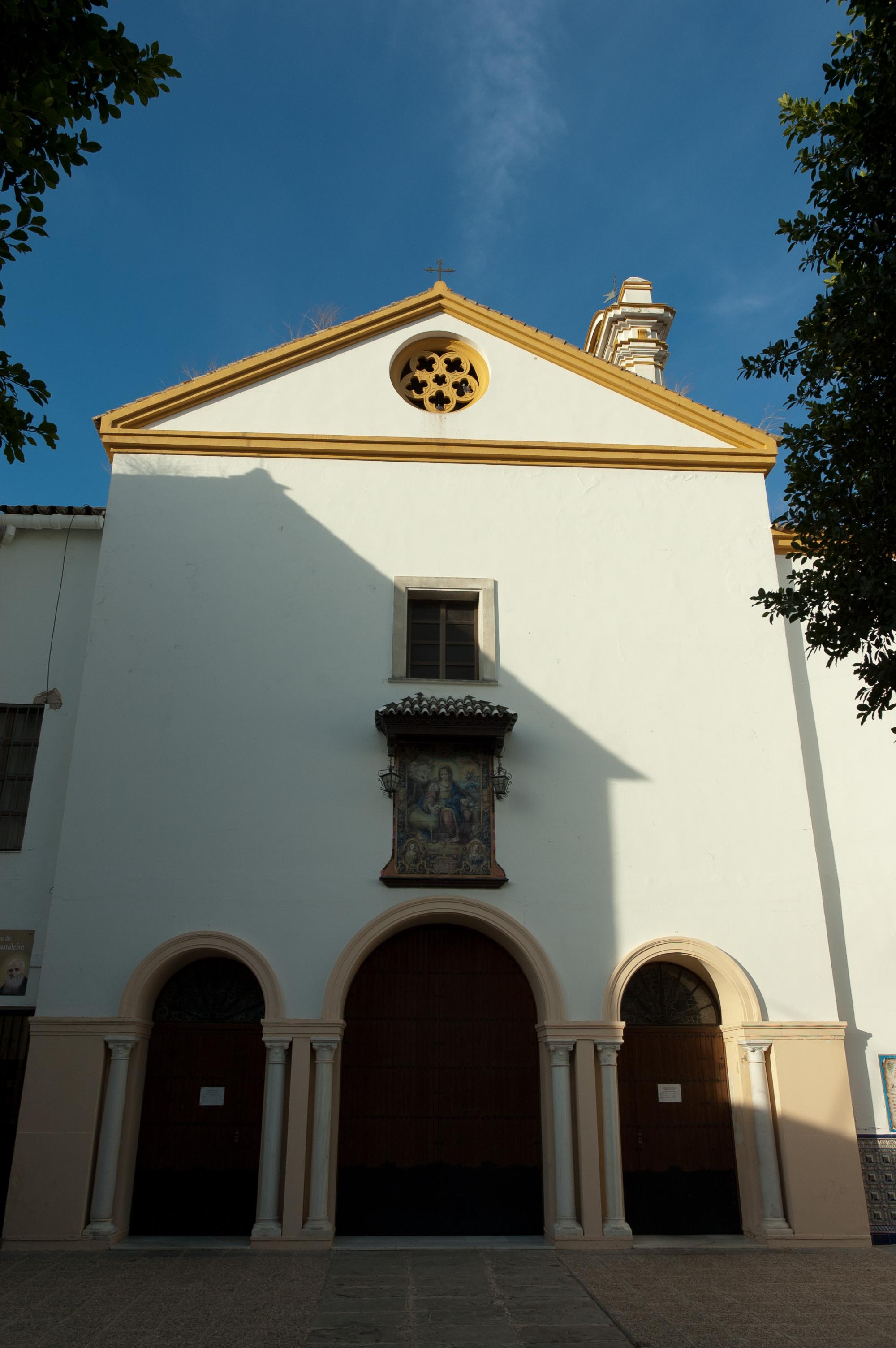
Couvent des capucins de Séville.

En 1899, il entre au couvent des capucins de Séville. Sa vocation franciscaine date de 1894, année où il a entendu la prédication de deux capucins à Ronda, à l'occasion de la béatification de Diego José de Cadiz. Après une rupture avec sa fiancée et quelques essais infructueux pour se faire admettre dans l'ordre, il reçoit donc l'habit des mains du père Diego de Valencina. Au noviciat, il s'initie au mode de vie et à la spiritualité de sa famille religieuse, non sans marquer une prédilection toute spéciale pour le silence et la contemplation.
En 1900, il fait sa profession temporaire, sous le nom de Leopoldo de Alpandeire, et se trouve affecté, en tant que frère convers, à l'entretien du jardin conventuel. La même fonction l'attend à Grenade, où il réside pour la première fois à l'automne 1903. Le 23 novembre de la même année, il prononce les vœux solennels entre les mains du père Francisco de Mendieta. Il passe encore quelque temps dans les communautés de Séville et d'Antequera, avant d'être envoyé, le 21 février 1914, à Grenade, en qualité de jardinier, de sacristain et de quêteur.

### Dans les rues
Employé à recueillir des aumônes pour le couvent, conformément à la tradition des ordres mendiants, Léopold ne tarde pas à connaître les moindres recoins de la cité de Grenade, et devient une figure populaire, particulièrement appréciée des adultes comme des enfants, pour sa générosité et sa disponibilité. Il traverse ainsi les années difficiles de la guerre civile, jusqu'à ce qu'une chute, occasionnant une fracture du fémur, le contraigne à abandonner sa mission, à l'âge de quatre-vingt neuf ans. Celui que la population appelle Fray Nipordo ou encore El humilde limosnero de las tres Ave Maria, marche à présent en s'appuyant sur deux bâtons. Il décèdera le 9 février 1956, et sera enterré dans la crypte des capucins de Grenade. L'héroïcité de ses vertus sera proclamée le 15 mars 2008, et sa béatification, par décret de Benoît XVI, aura lieu le 12 septembre 2010, au cours d'une cérémonie présidée par Angelo Nato, préfet de la Congrégation des Rites.

## Spiritualité

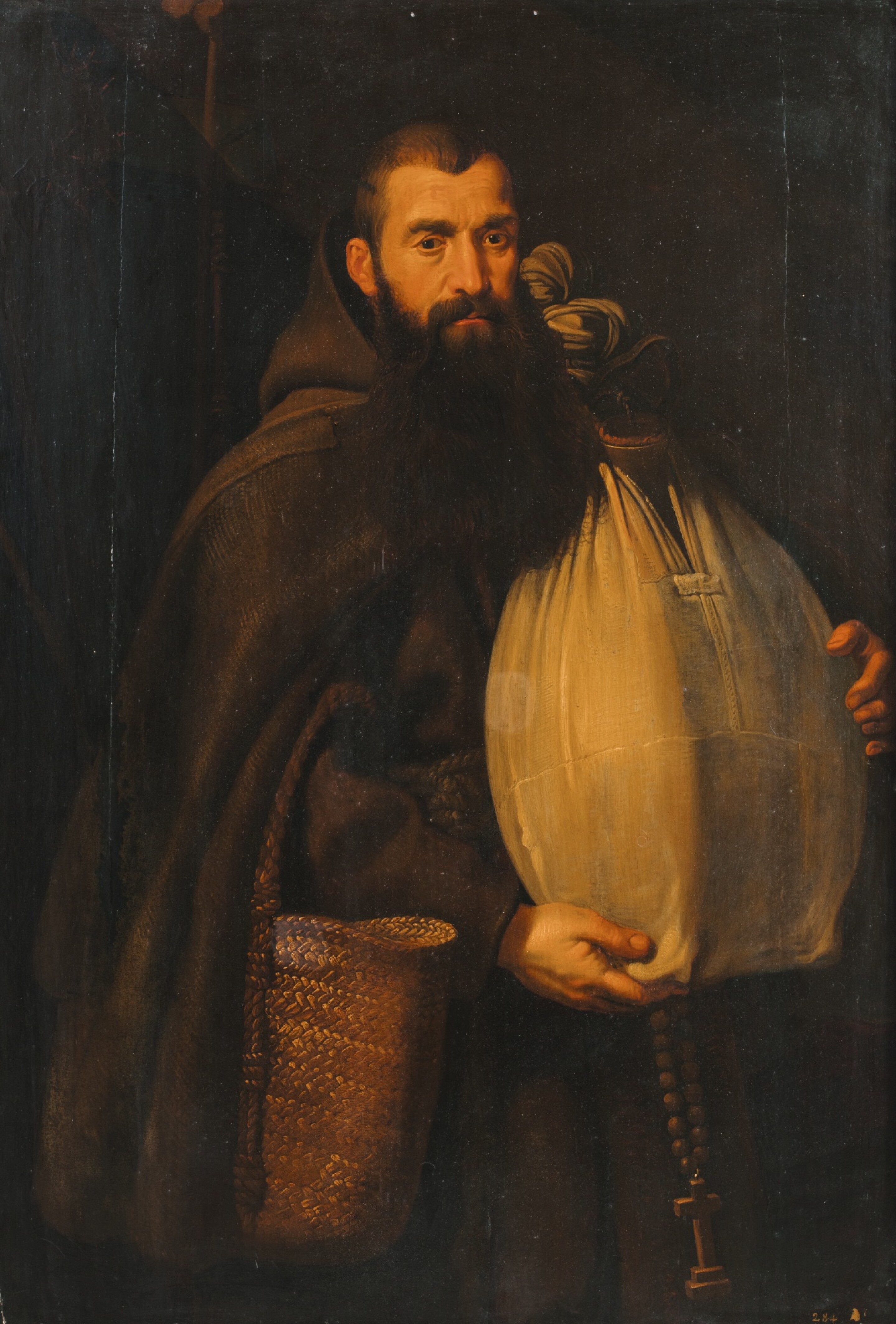
Saint Félix de Cantalice par Rubens.

Léopold était de petite taille, mais de robuste constitution physique. Ses connaissances agricoles avaient permis de l'affecter au jardinage, office dans lequel il a pu développer son amour franciscain de la création. Les hagiographes se plaisent à souligner que la vie conventuelle lui a permis de porter à maturité ses qualités naturelles, en vertu du principe selon lequel la Grâce n'élimine pas la nature mais la porte à son accomplissement.
C'est ainsi que le jeune paysan est devenu un capucin modèle, incarnation du charisme de l'ordre, qui combine austérité de vie, contemplation mystique et apostolat populaire. À l'origine du rayonnement de Léopold réside son goût pour le silence et l'oraison : cette écoute du Verbe intérieur l'a rendu disponible à l'accueil des confidences et des préoccupations d'autrui. Au terme de la rencontre, distinto pero no distante, il prodiguait encouragements et conseils, et proposait de réciter avec lui trois Ave Maria, une pratique de piété familière au petit peuple. De cette manière, il a vécu au quotidien la fraternité de l'Évangile, à l'exemple de saint Félix de Cantalice, célèbre quêteur capucin dans la Rome du XVIe siècle.